# Fundação Maurício Grabois
A Fundação Maurício Grabois (FMG) é um think tank brasileiro criado em 2 de abril de 2008 pelo Partido Comunista do Brasil (PCdoB). Nomeada em homenagem ao político comunista Maurício Grabois, é um espaço do pensamento marxista e progressista para o desenvolvimento de atividades de reflexão político-ideológica, estudos e pesquisas. A FMG substituiu o antigo Instituto Maurício Grabois (IMG), que havia sido criado em 1995.

## História
A Lei Nº 9 096, de 19 de setembro de 1995, conhecida como Lei dos Partidos Políticos, estabeleceu em seu inciso IV do art. 44, que "os recursos oriundos do Fundo Partidário serão aplicados" [...] "na criação e manutenção de instituto ou fundação de pesquisa e de doutrinação e educação política, sendo esta aplicação de, no mínimo, vinte por cento do total recebido". A partir desta lei, os partidos políticos brasileiros iniciaram um processo de criação de institutos.  No caso do PCdoB, esse processo se deu com a criação do Instituto Maurício Grabois (IMG), em 1995.
Em 1º de dezembro de 2005, a Resolução 22 121 do Tribunal Superior Eleitoral (TSE), estabeleceu que a entidade dos partidos políticos voltada para pesquisa, doutrinação e educação política deveria ser uma fundação.
Em 2008, em decorrência da decisão do TSE, o IMG foi transformado em fundação, a Fundação Maurício Grabois (FMG). O primeiro presidente da FMG foi Adalberto Monteiro, de 2008 até 2016. Em abril de 2016, o ex-presidente do PCdoB por mais de 13 anos, Renato Rabelo, assumiu a presidência da Fundação Maurício Grabois. Em maio de 2023, Rabelo precisou renunciar para tratar da saúde. Em seu lugar, reassumiu Adalberto Monteiro. Em 2024, Walter Sorrentino assumiu a presidência da FMG.

## Presidentes
| Nome               | Início do mandato | Fim do mandato |
| ------------------ | ----------------- | -------------- |
| Adalberto Monteiro | 2008              | 2016           |
| Renato Rabelo      | 2016              | 2023           |
| Adalberto Monteiro | 2023              | 2024           |
| Walter Sorrentino  | 2024              | presente       |

## Revista Princípios
Fundada por João Amazonas em 1981, a Revista Princípios é o periódico científico marxista em atividade mais antigo do Brasil. (ISSN 1415-7888; E-ISSN: 2675-6609) Ela é publicada pela Editora Anita Garibaldi em parceria com a FMG.
Em seu número 159, de 2020, tornou-se uma revista científica seguindo normas acadêmicas.
Em 2022, a Coordenação de Aperfeiçoamento de Pessoal de Nível Superior (CAPES) publicou a lista do novo Qualis. Nela a revista Princípios passou a estar classificada no estrato Qualis A3.
Em 07 de junho de 2025, a Princípios assinou convênio com a revista Mundo Contemporâneo, do Partido Comunista da China. Por coincidência, as duas revistas foram fundadas no mesmo ano de 1981.

## TV Grabois
A TV Grabois é o canal da Fundação Maurício Grabois no Youtube. O canal possui cerca de 174 mil inscritos, o que a torna a fundação partidária com o maior canal no YouTube em número de seguidores. 
Um nome de destaque da TV Grabois é o professor da UERJ Elias Jabbour. Jabbour é presidente do Instituto Pereira Passos (IPP) e  atuou na Diretoria de Pesquisas do Novo Banco de Desenvolvimento (NBD), em Xangai, na China.
Outro nome que aparece com frequência na TV Grabois é o da deputada estadual Dani Balbi, primeira parlamentar trans do Rio de Janeiro. Dani Balbi foi a presidenta da seção estadual da FMG no Rio de Janeiro.

## Grupos de Pesquisa
Criados em julho de 2024, os Grupos de Pesquisa (GPs) da Fundação Maurício Grabois têm como objetivo central desenvolver estudos e elaborações estratégicas, tanto no campo teórico quanto na aplicação prática. São eles:
GP 1 – Desenvolvimento Nacional e Socialismo.
Foca no fortalecimento da teoria socialista e da economia do planejamento, com ênfase na aplicação ao contexto brasileiro e na formulação de um novo projeto nacional.
GP 2 – Estado e Conflitos Institucionais no Brasil.
Analisa a organização do Estado brasileiro, os mecanismos participativos necessários e os conflitos institucionais que impactam a democracia e o desenvolvimento.
GP 3 – A Sociedade Brasileira.
Estuda as transformações sociais no Brasil, incluindo questões de classe, raça, gênero e cultura, visando compreender as dinâmicas sociais e suas implicações políticas.
GP 4 – Trabalhadores e a Era Digital.
Investiga os impactos da digitalização e da automação no mundo do trabalho, abordando temas como precarização, novas formas de organização laboral e políticas públicas para a classe trabalhadora.
GP 5 – Transformação Ecológica e Diversificação Energética.
Foca na sustentabilidade ambiental, analisando a transição energética, as políticas de desenvolvimento sustentável e os desafios ecológicos enfrentados pelo Brasil.
GP 6 – Observatório Internacional.
Acompanha as tendências geopolíticas globais, com ênfase nas relações internacionais do Brasil, a ascensão de potências como a China e os desafios da multipolaridade.
GP 7 – A Luta contra a Extrema-Direita e o Neofascismo.
Estuda as manifestações da extrema-direita e do neofascismo, desenvolvendo estratégias para o enfrentamento político e ideológico dessas ameaças à democracia.
GP 8 – Problemas e Desafios Contemporâneos da Teoria Marxista.
Dedica-se ao estudo das tendências contemporâneas da teoria marxista, buscando atualizações e respostas às questões do mundo atual.

## Cebrac
Criado em 2024 pela Fundação Maurício Grabois, o Centro de Estudos Avançados Brasil China (Cebrac) foi estabelecido com o propósito de promover estudos interdisciplinares, pesquisas e intercâmbios acadêmico-científicos entre Brasil e China.
Em 2025, a FMG assinou uma carta de intenções com a Academia Chinesa de Ciências Sociais (CASS) para promover ações conjuntas entre as duas organizações.